# Tang-e Var
Tang-e Var, est village situé au Kurdistan, en Iran. Un site rupestre assyrien attribué au roi Sargon II se trouve dans ses environs, à Uramanat.

## Le relief rupestre
Le relief est fortement dégradé du fait de l'érosion. Il représente Sargon armé d'une massue, et comporte une inscription dont la transcription récente a permis d’identifier ce souverain[réf. souhaitée]. Elle consiste en une liste des combats et des victoires, dont les termes témoignent de la violence des campagnes menées à cette époque sur le plateau iranien. Cette thématique est également rencontrée sur d’autres sculptures assyriennes telles que les bas-reliefs du palais de Ninive qui relatent la destruction de Suse (Élam) par Assurbanipal, la stèle dite « des vautours » au Louvre, ou encore une autre stèle que sargon a laissé à Najafabad, près de Hamedan. 